# Chart polski
Le lévrier polonais (chart polski) est un lévrier à poil court, utilisé pour la chasse à vue. La Fédération cynologique internationale l'a répertorié dans le groupe 10, section 3, standard no 333.

## Description
Lévrier de grande taille, puissant, résistant et rapide, descendant des lévriers d'Asie. En France, le chart polski reste une race comptant peu d'inscriptions au LOF (en 2007, il y avait environ 30 inscrits).
- Vitesse de pointe : 70 à 80 km/h sur 300 mètres.

## Histoire

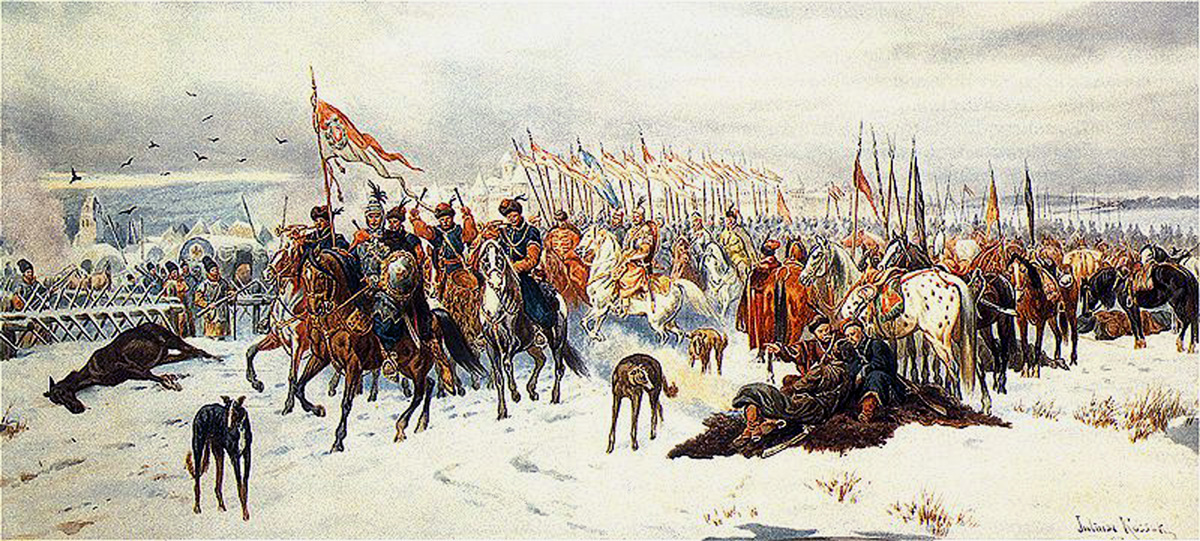
Peinture de Juliusz Kossak (1824-1899) - Les Lévriers Polonais accompagnent les troupes.

Cette race ancienne est connue dès le XIIIe siècle. Utilisé pour chasser le lièvre, le renard, le chevreuil, l'outarde, le Lévrier Polonais est aussi capable de s'attaquer aux loups.

## Caractère
C'est un lévrier de caractère doux, courageux, sportif et réservé mais sûr de lui. Ce compagnon, qui adore ses maîtres, a une grande force de caractère, sa méfiance vis-à-vis des étrangers peut l'amener à être un bon gardien.
Ayant besoin d'une socialisation précoce et ferme, il devra donc être éduqué correctement dès son plus jeune âge.

## Santé

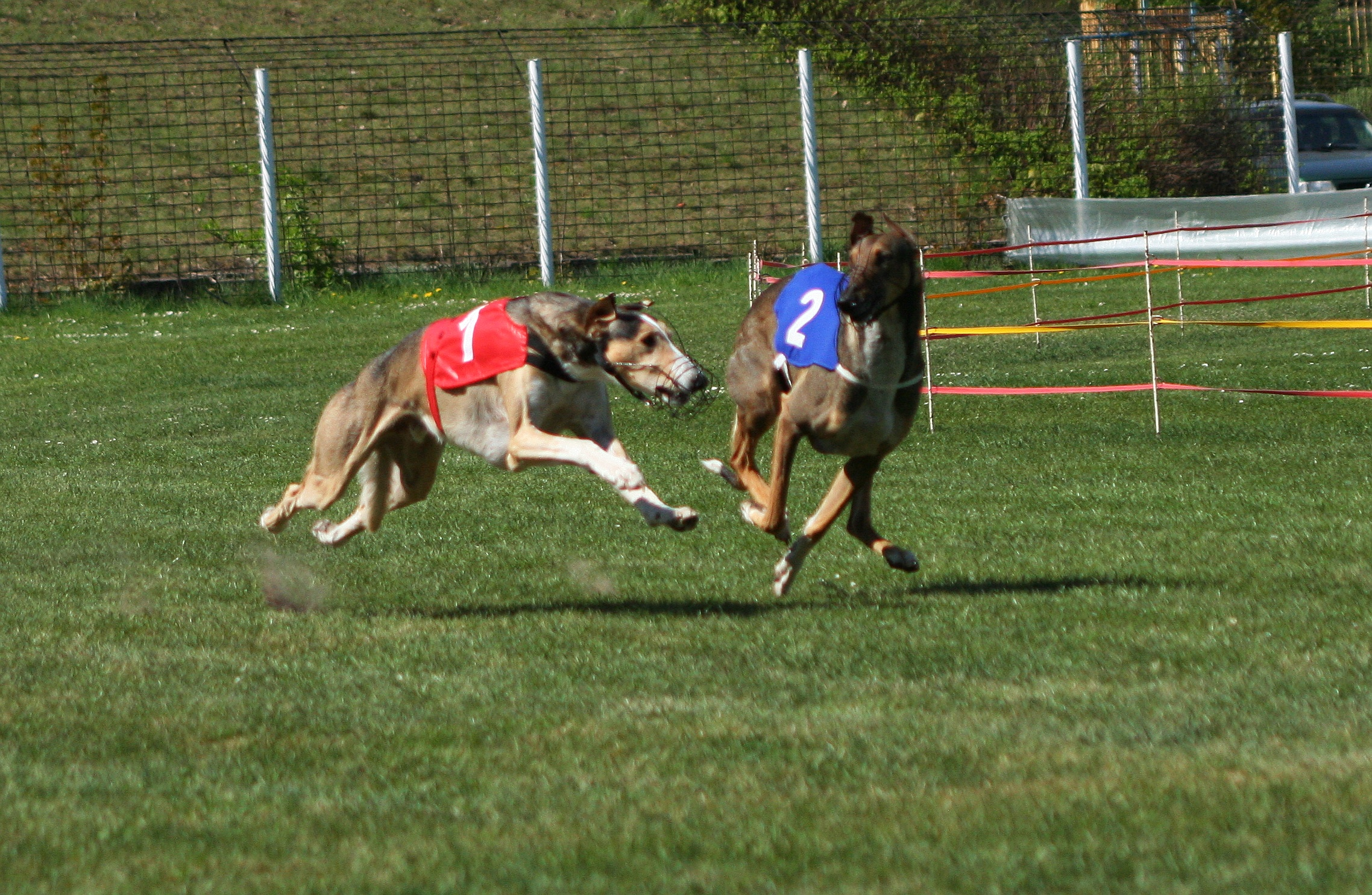
Lévriers polonais en poursuite à vue.

Le Lévrier polonais n'est pas connu pour avoir de nombreuses et graves maladies génétiques.
Il a tendance à vivre de 10 à 12 ans, voire dans quelques cas jusqu'à 15 ans.

## Sport
- Épreuves de courses sur cynodromes ou racing.
- La poursuite à vue sur leurre (PVL) ou coursing.

## Photos

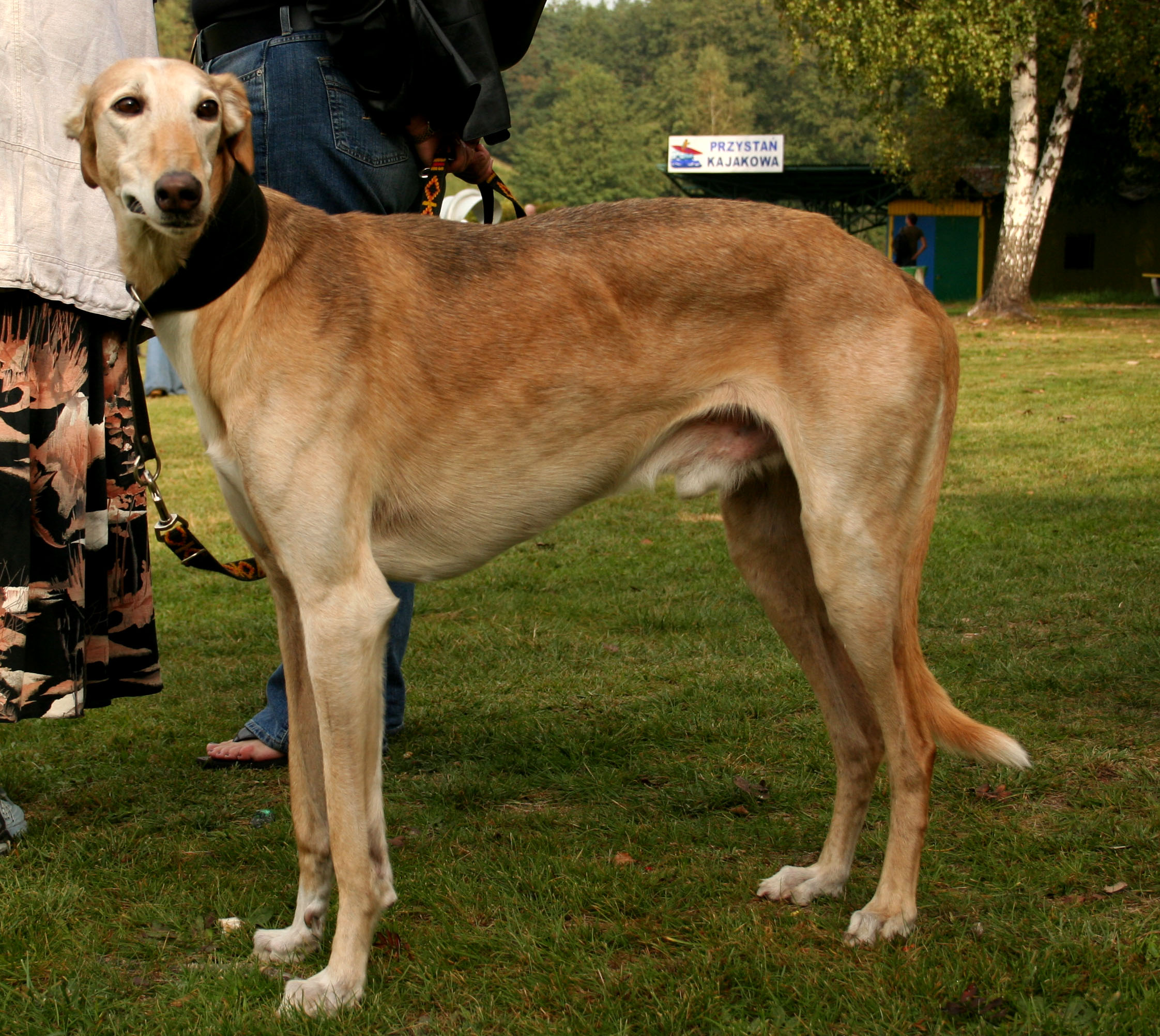
Lévrier polonais lors d'une exposition canine à Kamień (en), en Pologne.
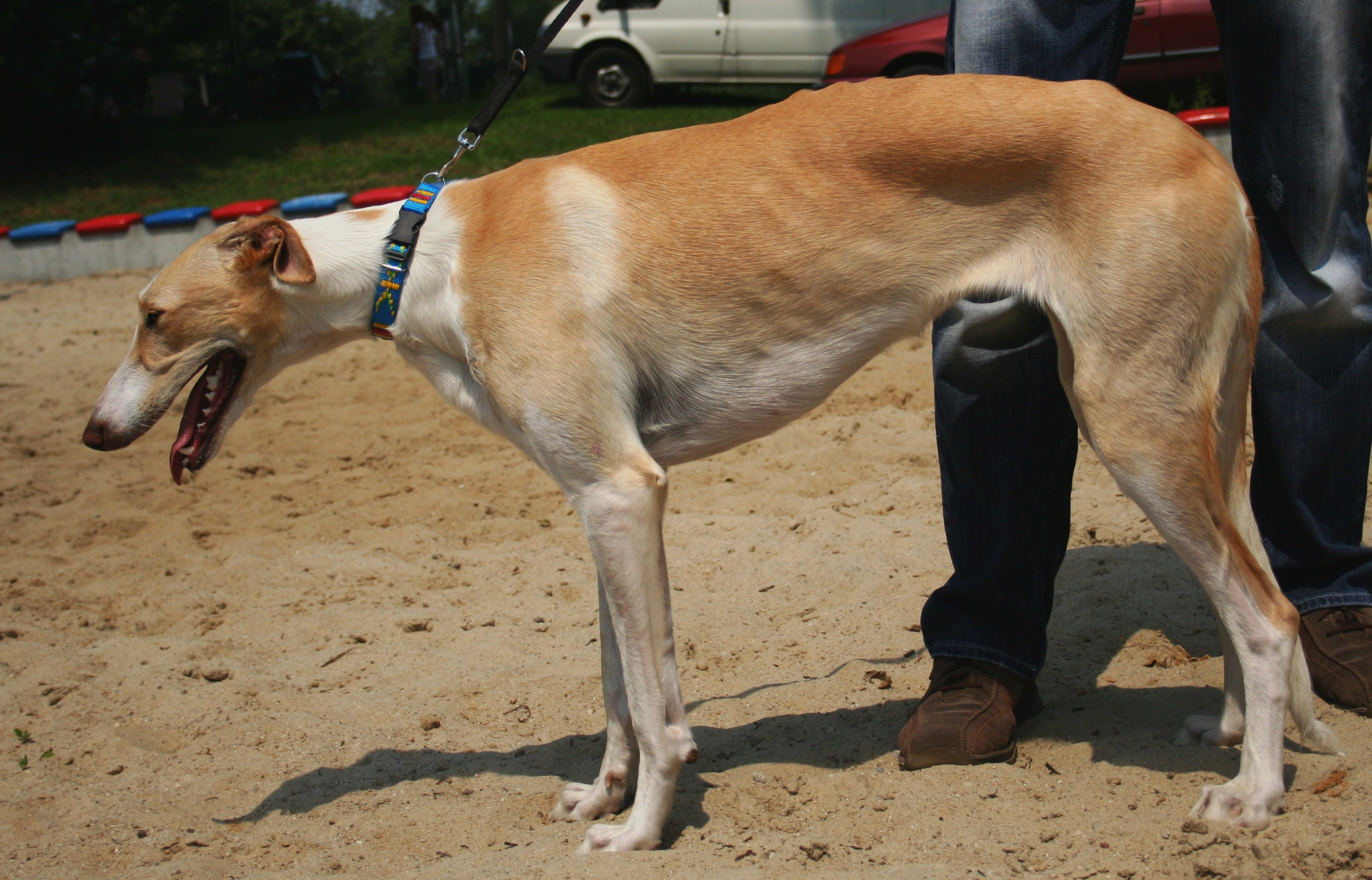
Lévrier polonais lors d'une exposition canine à Racibórz, en Pologne.
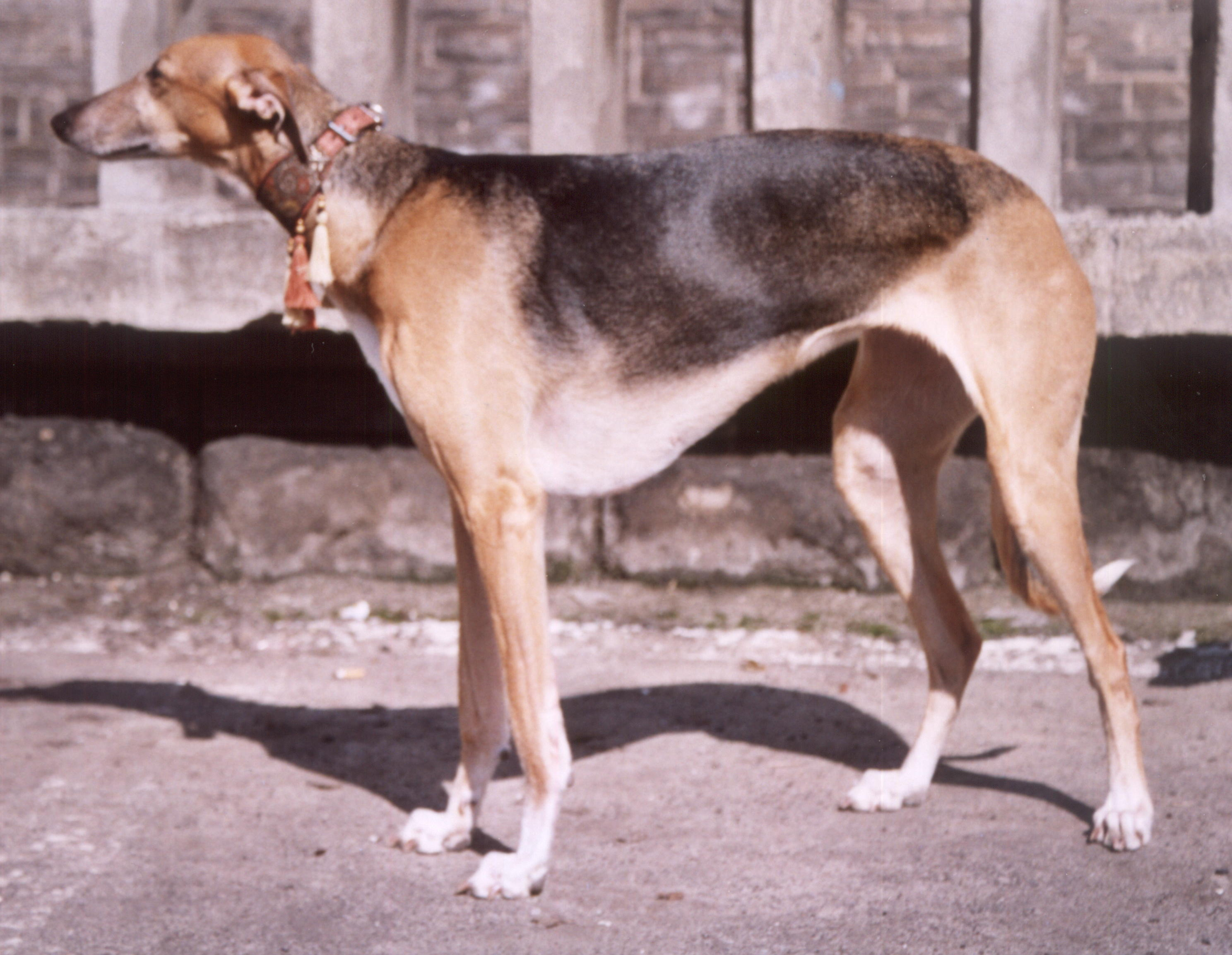
Lévrier polonais lors d'une exposition canine à Katowice, en Pologne.
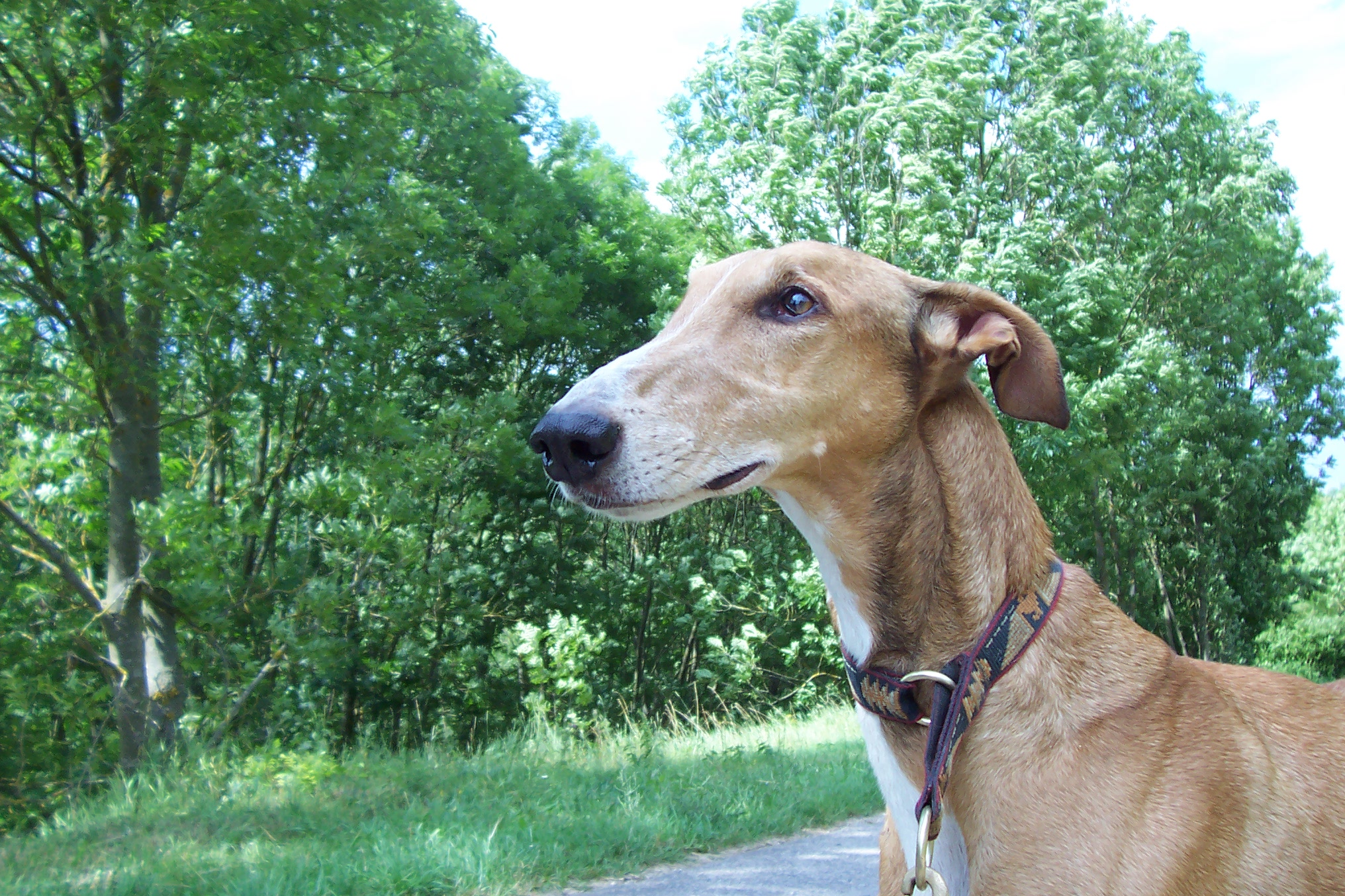
Lévrier polonais dans la nature.